# Manuel Ignacio de Vivanco
Manuel Ignacio de Vivanco Iturralde (Lima, 15 de junio de 1806-Valparaíso, 16 de septiembre de 1873) fue un militar y político peruano, gobernante de facto del Perú en 1841 y entre 1843 a 1844. Vinculado a la aristocracia colonial limeña, representó las tendencias autoritarias y aún cierto monarquismo nostálgico. Fue un conspirador obstinado, cuya influencia estuvo abonada por el encanto de su personalidad y su ilustración; pero careció de sentido práctico y de la audacia necesaria para la realización de sus planes, y siempre fue desplazado por otros caudillos, más pragmáticos y efectivos. Su tenaz rivalidad con Ramón Castilla marcó toda una etapa de la historia republicana del Perú.

## Biografía

### Al servicio de la causa patriota
Hijo de Bonifacio Antonio de Vivanco y Cañedo, comerciante, y de la limeña Marcela de Iturralde y Gorostizaga. Inició estudios en el Real Convictorio de San Carlos, pero luego de proclamada la independencia se incorporó a las filas patriotas (28 de noviembre de 1821). Fue destinado como guardiamarina y participó en una expedición a la cual se asignó a bloquear los puertos intermedios del sur; efectuó luego un desembarco sorpresivo en Arica, realizó una campaña de hostigamiento contra la escuadra española y protegió la travesía de los transportes militares en los cuales regresaron las fuerzas vencedoras de Pichincha. De vuelta a Lima, solicitó pasar al ejército.
Sirvió algunos meses como cadete y ascendido a subteniente participó en la Segunda Campaña de Intermedios (1823), que bajo las órdenes del general Agustín Gamarra penetró en el Alto Perú, para luego desde Oruro emprender la retirada hacia la costa. Luego participó en la campaña del norte contra el presidente José de la Riva-Agüero, se sumó al ejército libertador de Simón Bolívar y concurrió a las batallas de Junín y Ayacucho (1824).
Ascendido a teniente segundo, concurrió a la campaña de pacificación del Alto Perú; durante ella fue promovido a teniente primero (1825), y a su regreso actuó en las operaciones iniciales contra los rebeldes iquichanos, quienes en Huanta todavía batallaban bajo la causa del Rey (1826).

### Entre guerras y revoluciones
Sucesivamente promovido a capitán graduado (1827) y efectivo (1828), fue incorporado al estado mayor de la División del Norte en la guerra contra la Gran Colombia. Combatió en la batalla del Portete de Tarqui (27 de febrero de 1829) y luego fue destacado a las fuerzas de ocupación en Guayaquil. Allí contribuyó a la edición de El Atleta de la Libertad, periódico destinado a combatir el desenvolvimiento de la guerra y la conducta de Gamarra. Ordenada su prisión, se trasladó precipitadamente a Lima, donde solicitó su retiro al ser derrocado el presidente José de La Mar. Pero no se aceptó su petición y pasó a ser edecán del general Antonio Gutiérrez de la Fuente, siendo ascendido a sargento mayor.
Más tarde fungió de secretario en la misión a Bolivia encabezada por el ministro Pedro Antonio de la Torre y Luna-Pizarro, misión que dio origen a los tratados suscritos en Arequipa (1831); con los textos suscritos tornó a Lima para disfrutar de licencia.
Graduado de teniente coronel, se le confió la dirección del Colegio Militar establecido en Lima (1832), y reconocida la efectividad de su clase, el presidente Luis José de Orbegoso le confió el mando del batallón “Cuzco”. Desde tal posición apoyó el pronunciamiento del general Pedro Pablo Bermúdez (4 de enero de 1834) y pasó a asumir la prefectura de Lima. Pero debió abandonar la capital, debido a la hostilidad popular (28 de enero), y cabalgando al lado de La Mariscala, resultó herido en un muslo. Debelada dicha revolución, pasó a Bolivia.
De vuelta al Perú, inicio trabajos agrícolas en Majes, pero con ocasión de la invasión boliviana, se reincorporó al servicio, colaborando primero con el mariscal Gamarra, a quien acompañó en la batalla de Yanacocha; apoyó luego al general Felipe Santiago Salaverry, quien lo incorporó a su estado mayor y lo ascendió a coronel (1835). En la campaña efectuada sobre Arequipa fue hecho prisionero al ser derrotado en el combate del Gramadal (26 de enero de 1836), consiguiendo su liberación tras ser canjeado por dos oficiales bolivianos (5 de febrero).

### Lucha contra la Confederación Perú-Boliviana
Tras la batalla de Socabaya emigró a Chile y se unió allí a los conspiradores contra la Confederación Perú-Boliviana, participando en las expediciones restauradoras de 1837 y 1838, pero en ambas mantuvo una posición personalista y se rodeó de un grupo de personas a los cuales se les dio el apelativo criollo de “la argolla”. Cuando durante la segunda de dichas expediciones los restauradores marcharon a luchar contra Orbegoso, presidente del Estado Nor-Peruano, Vivanco se negó a luchar, aduciendo que solo había venido a combatir a Andrés de Santa Cruz. No obstante, hubo de cumplir eventuales comisiones de servicio y fue nombrado prefecto de Arequipa el 15 de julio de 1840, ya bajo el segundo gobierno de Gamarra, por la renuncia a ese puesto del coronel José Ildefonso Coloma.

### Su revolución “regeneradora” (1841)
Como muchos jefes militares tuvo ambición de poder e inició en Arequipa un movimiento “regenerador” el 4 de enero de 1841, tomando el título de Jefe Supremo. Para combatirlo, Gamarra envió a su ministro de Guerra, general Ramón Castilla, quien sufrió un revés en Cachamarca (25 de marzo) para luego triunfar en Cuevillas (30 de marzo), obligando a Vivanco a emigrar a Bolivia. Fue el inicio de la rivalidad entre Castilla y Vivanco, una de las más intensas en la historia republicana del Perú.

### Supremo Director de la República (1843-44)

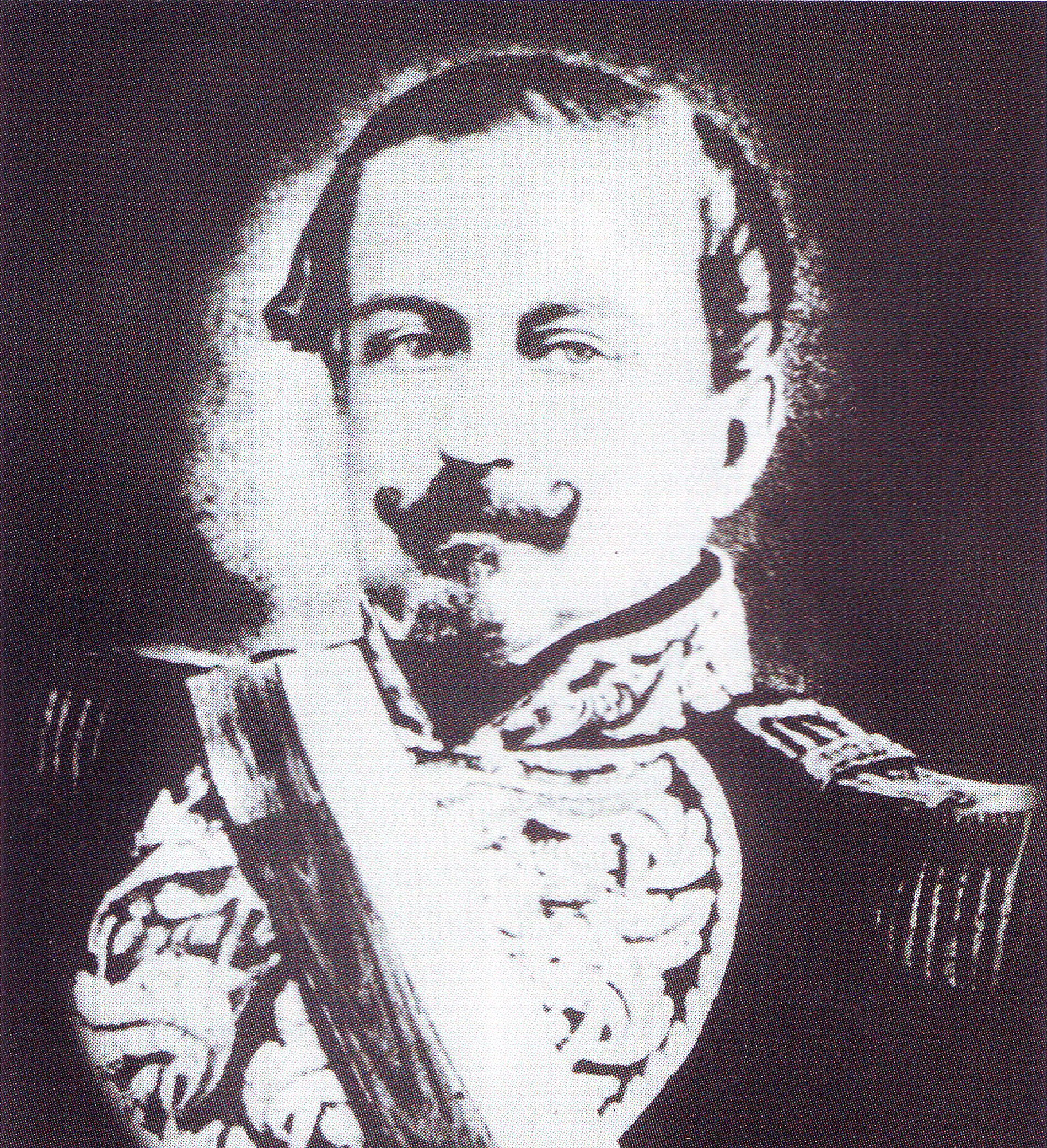
Manuel Ignacio de Vivanco. (Supremo Director de la República) (1843-44).

Después de la batalla de Ingavi, donde falleciera Gamarra tras invadir Bolivia (18 de noviembre de 1841), Vivanco retornó al Perú al frente de una columna de prisioneros y entregó su mando al coronel Manuel de Mendiburu, prefecto de Tacna, pasando a establecerse en Arequipa. Allí secundó el pronunciamiento efectuado en Cuzco por Juan Francisco de Vidal (28 de julio de 1842), quien luego de ocupar el poder lo ascendió a General de Brigada y lo nombró ministro de Guerra. Pero en lugar de trasladarse a la capital, Vivanco formó fuerzas en el sur y se sublevó contra Vidal, proclamándose "Supremo Director de la República" (28 de enero de 1843). Envió al general Juan Antonio Pezet a ocupar Lima en su nombre.
Instaló su gobierno el 7 de abril de 1843 y, pretendiendo consolidar su autoridad, poco a poco le fue imprimiendo un tinte excesivamente personalista, llegando a extremos tales como la imposición a civiles y militares de un juramento de fidelidad a su persona, la creación de una tarjeta de plata, cuyos poseedores eran los únicos que tenían acceso al despacho presidencial, la suscripción de numerosas órdenes de destierro y de decretos amenazantes contra los infractores de la ley. Pronto se inició en Tacna y Moquegua un movimiento constitucionalista encabezado por los generales Domingo Nieto y Ramón Castilla, y para hacerle frente hubo Vivanco de abandonar Lima (30 de noviembre). Fue derrotado en la batalla de Carmen Alto, cerca del pueblo del mismo nombre en Arequipa, el 22 de julio de 1844.

### Destierro y retorno. Candidatura presidencial

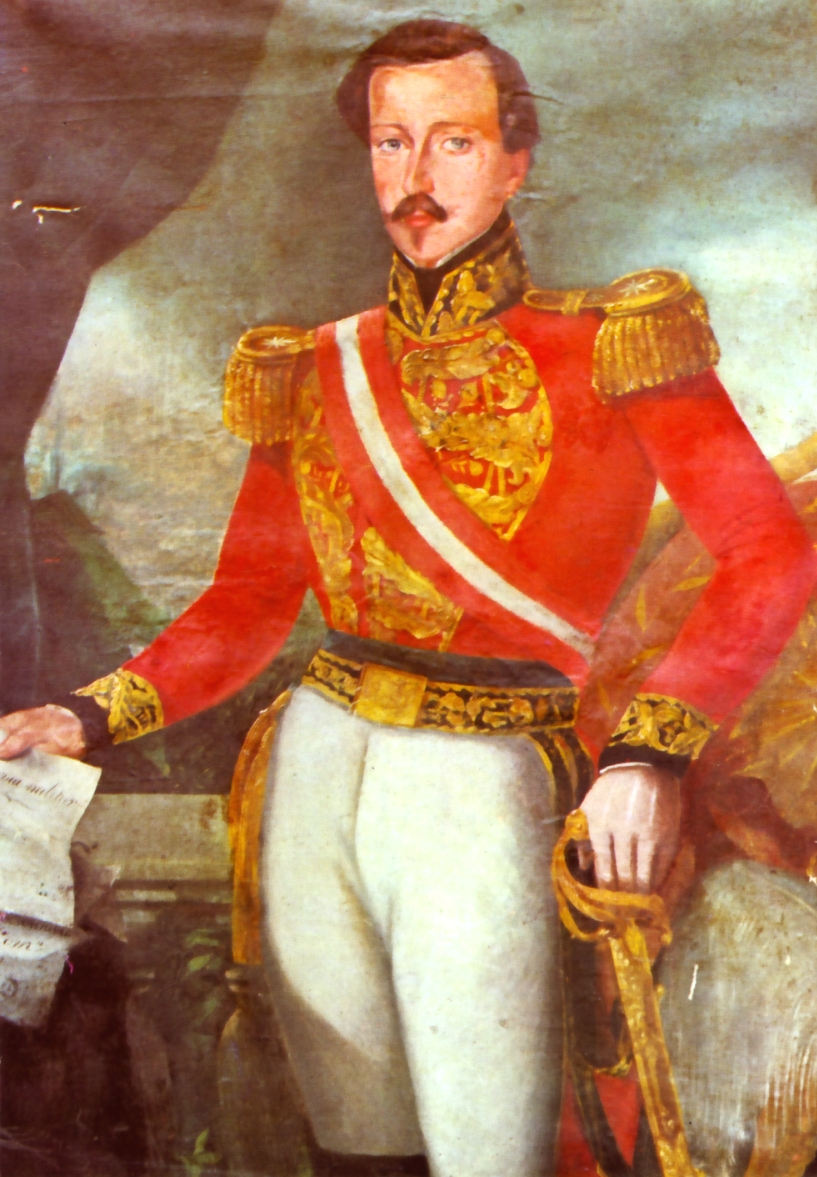
Manuel Ignacio de Vivanco durante la Revolución Liberal de 1854.

Vivanco se resignó a su derrota. "Como cumple el soldado de honor (según el mismo dijo), con el enemigo que en buena guerra le ha vencido”. Pensó que era ilícito turbar el único lapso de reposo que le era dado al Perú después de tantos trastornos. Casi en la indigencia marchó al destierro, rechazando una pensión alimenticia que le asignó Castilla. En el exilio, radicó durante varios años en Manabí, Ecuador, labrando la tierra. Empezaba el año de 1849 cuando decidió regresar a la patria al amparo de la ley de amnistía dada el 1 de septiembre de 1847. Un grupo de ciudadanos de Manabí publicó entonces para elogiarlo, un homenaje a la virtud. Este impreso motivó que numerosos ciudadanos de Arequipa, encabezados por Andrés Martínez y José Luis Gómez Sánchez, dieran respuesta al pueblo de Manabí a través de un emocionado mensaje de agradecimiento (1 de febrero de 1849).
Vivanco fue recibido con cariño por sus amigos en los puertos del norte, y llegó a Lima; inmediatamente se inició una propaganda de prensa para auspiciar su candidatura a la presidencia de la República. Contaba con el incontrastable fervor de Arequipa, con la lealtad de viejos partidarios del directorio y de la regeneración, y con un sector de la oposición del gobierno, si bien al empezar su campaña electoral no hubo pública animosidad contra este en las filas vivanquistas. Pero no triunfó y resultó elegido el candidato oficialista, el general José Rufino Echenique (1850). Vivanco optó entonces por retirarse a Chile.
Volvió una vez más al Perú para ofrecer sus servicios al presidente Echenique, cuando el general Castilla encabezó en Arequipa la Revolución Liberal de 1854. Vivanco, junto con el general José Trinidad Morán, atacaron dicha ciudad, cuyo pueblo se defendió valientemente tras las barricadas levantadas en la calle; tras contener a los atacantes, los arequipeños salieron de sus posiciones y los persiguieron (1 de diciembre de 1854). Vivanco resultó herido, mientras que Morán fue apresado y poco después fusilado
Tras la derrota de Echenique en la batalla de La Palma (5 de enero de 1855), Vivanco emigró una vez más a Chile.

### La guerra civil de 1856-58

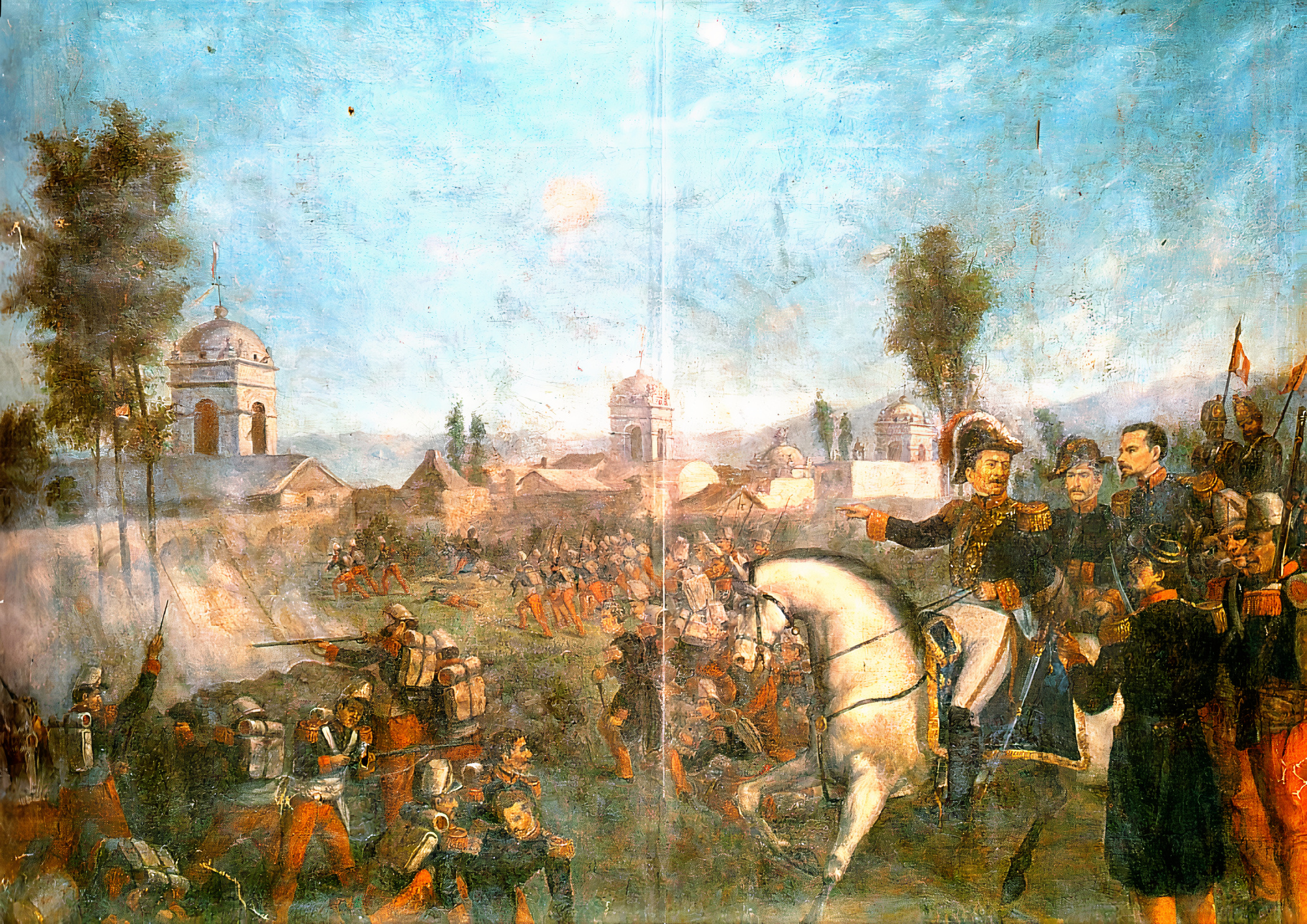
El asalto de Arequipa, 1858.

Desde su destierro en Chile, Vivanco conspiró epistolarmente contra el segundo gobierno de Castilla, y, proclamado jefe supremo por una revolución iniciada en Arequipa (1 de noviembre de 1856), retornó para ponerse al frente. Fue el inicio de una larga guerra civil, quizás la más grave que ha sufrido la República Peruana. Apoyado por la escuadra, Vivanco pretendió desembarcar en el Callao (31 de diciembre); pero fue rechazado y siguió hacia el norte (9 de enero de 1857), hasta Paita; viró apresuradamente, con rumbo al Callao, para burlar la persecución del presidente Castilla, y la población del puerto le infirió una franca derrota en su nueva intentona (22 de abril de 1857). Este suceso valió al Callao el título de “Provincia Constitucional”, que aún mantiene.
Vivanco optó por regresar a Arequipa, donde resistió un largo asedio que concluyó mediante un asalto llevado a cabo por las fuerzas leales al gobierno (6 y 7 de marzo de 1858). En este episodio murieron miles de personas, entre ellos, el Poeta y Capitán de artillería, Don Benito Bonifaz Febres, (1829-1858), cuyo cadáver fue encontrado por un amigo en una trinchera, y Vivanco, una vez más, salió desterrado con destino a Chile.

### Últimos años
Vivanco volvió al iniciarse el mandato presidencial del mariscal Miguel de San Román (1862) y, muerto este el 3 de abril de 1863, accedió al gobierno el vicepresidente, general Juan Antonio Pezet, quien lo acreditó como ministro plenipotenciario en Chile (16 de abril al 14 de noviembre de 1863).
Hallándose en Lima, fue comisionado para celebrar un arreglo preliminar que pusiera término al conflicto suscitado por la arbitraria ocupación de las islas de Chincha dispuesta por el general José Manuel Pareja, en su calidad de comandante en jefe de la Escuadra Española del Pacífico. Suscribió el 27 de enero de 1865 el Tratado Vivanco-Pareja, que fue airadamente rechazado por la opinión pública debido a algunas cláusulas que se consideraron ofensivas para el honor patrio. Se inició entonces una revolución nacionalista, acaudillada por el coronel Mariano Ignacio Prado; y al culminar ésta con el triunfo (5 de noviembre de 1865), Vivanco debió volver por enésima vez al destierro en Chile.
Pese a todo, se vio favorecido por la confianza del electorado arequipeño y representó al departamento en la Cámara de Senadores (1868-1872). De otro lado, la Real Academia Española lo designó miembro correspondiente (1871); y por encargo del presidente José Balta, vigiló la construcción del Palacio de la Exposición y el arreglo del parque circundante. Por motivos de salud viajó a Chile, de donde ya no regresó pues falleció en Valparaíso.

## Matrimonio y descendencia
Se casó en Lima, el 25 de junio de 1835, con la dama arequipeña Cipriana de La Torre, sobrina del arzobispo Francisco Xavier de Luna Pizarro y descendiente directa del conquistador español Juan de la Torre, con quien tuvo como único hijo a:
- Reynaldo de Vivanco, casado con Domitila Olavegoya Iriarte.